# Derewacz
Derewacz (ukr. Деревач) – wieś na Ukrainie w rejonie lwowskim (do 2020 roku w rejonie pustomyckim) obwodu lwowskiego.

## Historia
Pod koniec XIX w. przysiółek wsi Rakowiec.